# Hotel Splendid
Hotel Splendid er det første 5-stjernede hotel i Montenegro. Det ligger i byen Bečići. Hotellet blev bygget fra 2005-06.

## Overnatningsmuligheder
Hotellet har i alt 322 rum og suiter, hver med king size-senge, privat balkon, de fleste med strand- eller bjergudsigt og hotellet består af: 254 dobbeltrum, 56 tilstødende rum, 6 rum for handikappede, 2 VIP-suiter (1 penthouse suite (215 m²) og 1 Presidential Suite på 385 m², med privat svømmebassin terrasse med panoramautsigt)), 4 junior suiter med havudsigt (54 m²) og 13 kontorer (84 m²). Sammen med disse rum har hotellet også et spa- og welness-center, som har følgende faciliteter: boblebad, 3 indendørs og 3 udendørs opvarmede bassiner forskellige ind-/udendørs saunaer (termisk, damp, infrarød, urte, etc.), træningsrum, solarium og en hotelstrand.